# Carl Ludwig Hildebrandt
Carl Ludwig Hildebrandt, auch Christian Ludwig Hildebrandt  (* um 1720 in der Neumark; † um 1770 in Graz, Steiermark) war ein preußischer Baumeister in der Regierungszeit Friedrichs II., der vor allem in Berlin und Potsdam wirkte. Er gehörte zu den bedeutenden Künstlern des Friderizianischen Rokoko.

## Leben und Wirken
Carl Ludwig Hildebrandt, Sohn eines Predigers aus der Neumark, erlernte ab 1739 in Berlin das Bauhandwerk bei Kriegs- und Domänenrat Johann Carl Stoltze († 1746), der auch als Oberbaudirektor fungierte. Nach der Ausbildung erhielt er dort eine Anstellung als Kondukteur. 1744 berief ihn Oberbaudirektor Friedrich Wilhelm Diterichs in das Potsdamer Bauamt, wo er an der Terrassierung des Sanssouci-Weinbergs und an Instandsetzungsarbeiten am Stadtschloss mitarbeitete.
Als Diterichs 1745 in Potsdam abberufen wurde, war Hildebrandt unter dessen Nachfolger Jan Bouman als „Kameral- und ökonomischer Baumeister“ tätig, zunächst beim Bau des Schlosses Sanssouci. In Berlin leiteten sie gemeinsam den Bau des Palais des Prinzen Heinrich, das Friedrich II. für seinen jüngeren Bruder Heinrich von Preußen Unter den Linden errichten ließ. In Potsdam waren Bouman und Hildebrandt an den Bauarbeiten im Westteil des Stadtschlosses beteiligt und an der Außengestaltung der Kirche St. Nikolai, der eine barocke Schaufassade (1811 abgetragen) vorgeblendet wurde. Außerdem wirkte er bei den von Bouman entworfenen Neubauten des Rathauses am Alten Markt und des heute bis auf einen Seitenflügel zerstörten Berliner Tors in der Berliner Straße mit. Als Hildebrandts eigene Arbeiten gelten der 1750 ausgeführte Umbau des Palais Schwedt in Berlin, Unter den Linden, den Friedrich Wilhelm von Brandenburg-Schwedt in Auftrag gab, sowie der 1754 geschaffene Anbau dreier Räume auf der Nordseite der östlichen Galerie des Schlosses Monbijou (zerstört) für Sophie Dorothea.

Der Gasthof „Zum Roten Adler“ um 1890

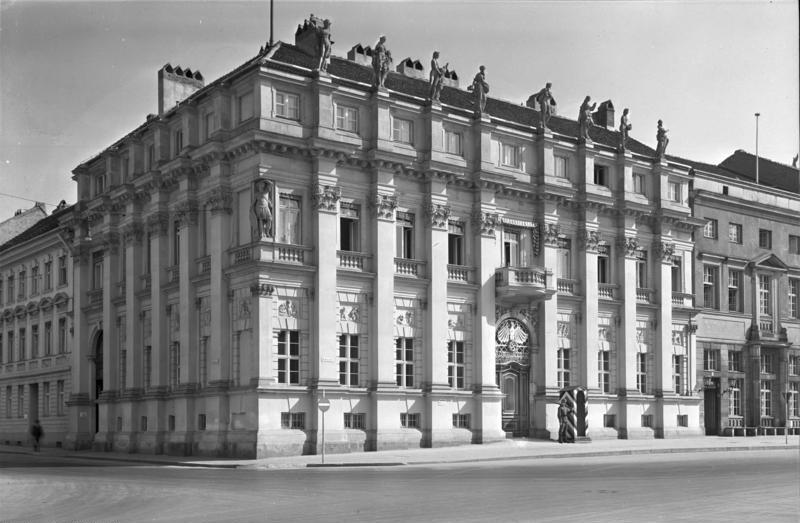
Der sogenannte Plögersche Gasthof, später Kommandantur, Schloßstraße 7 (zerstört)

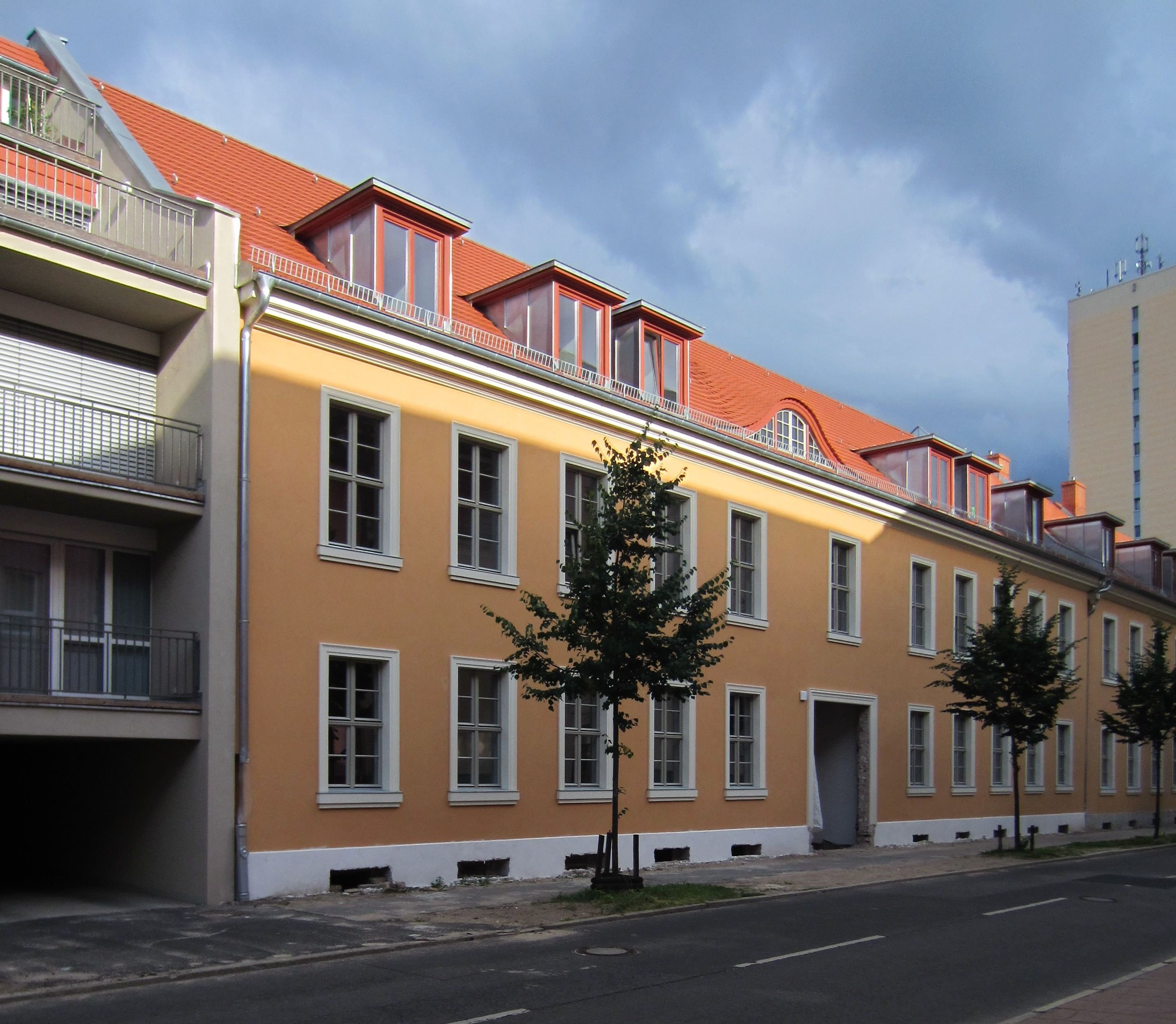
Ehemaliges Lazarettgebäude in der Schopenhauerstraße

Nach den Vorgaben des Königs fertigte Hildebrandt zwischen 1753 und 1754 Entwürfe für Potsdamer Bürgerhäuser. Friedrich II. fand die Vorbilder unter anderem in dem Standardwerk der Architekturtheorie des 18. Jahrhunderts „I quattro libri dell‘ architettura“ (Die vier Bücher zur Architektur) von Andrea Palladio. Um seiner zweiten Residenz Potsdam ein repräsentativeres Aussehen zu geben, ließ Friedrich II. einfachen Bürgerhäusern palastähnliche Schaufassaden vorblenden und neue Häuser errichten. Zur Durchführung der Bauprojekte gründete er bereits 1752 ein eigenes Hofbauamt, das „Königliche Bau-Comptoir“, das im Ostflügel des Stadtschlosses untergebracht war und immediat, also unmittelbar, dem König unterstand.
Auf Kosten Friedrichs II. erhielt der Ratmann Sternemann ein dreigeschossiges Eckhaus in der Schwertfegerstraße 1 (zerstört) mit Palladios Fassadengestaltung des Palazzo Barbaran da Porto in Vicenza. Dem gegenüber entstand das Eckhaus für den Bürger Palmiro am Alten Markt 12 (zerstört), das Palladios unverwirklichtem Entwurf für den Palazzo Capra in Vicenza nachempfunden wurde. Für Johann Friedrich Schmidt entwarf Hildebrandt den dreigeschossigen Gasthof „Zum Roten Adler“ in der östlich am Stadtschloss vorbeiführenden Straße genau gegenüber einer Durchfahrt zum Schlosshof (später Humboldtstraße 3, zerstört) nach dem Palazzo Pompei in Verona von Michele Sanmicheli, und der Gastwirt Johann Christoph Plöger bekam ein dreigeschossiges Haus in der Schloßstraße 7, Ecke Hohe-Weg-Straße (heute Friedrich-Ebert-Straße), nach Palladios Palazzo Valmarana in Vicenza. Die flache, aufgrund der engen Straße nur in starker Verkürzung zu betrachtende Fassade des Vorbilds mit den reliefierten seitlichen Gebälkträgern, erfuhr in Potsdam eine Adaption für die Ecksituation mit einer hier vollplastisch ausgeführten Statue eines römischen Legionssoldaten an der Gebäudeecke, die Johann Gottlieb Heymüller schuf. Der heute zerstörte Plögersche Gasthof wurde zur damaligen Zeit unter dem Namen „Gasthof zum Prinzen von Preußen“ bewirtschaftet und ab 1816 als Kommandantur genutzt. Für die Häuser des Böttchers Schmidt und des Materialisten Hedler in der Breiten Straße 6 und 7 (zerstört) entwarf Hildebrandt eine Schaufassade nach dem Palazzo Caprini in Rom von Donato Bramante, sodass sie von außen wie ein zusammengehörendes Gebäude aussahen.
Friedrich II. ließ Hildebrandt aber nicht nur Bürgerhäuser mit repräsentativen Fassaden errichten, sondern auch einfach gehaltene Zweckbauten für das Militär. 1754 erhielt das Füsilier-Regiment Prinz Heinrich von Preußen ein zweigeschossiges Lazarettgebäude, das sich zwischen dem Brandenburger Tor und dem 1945 zerstörten Neustädter Tor in der Breiten Straße befand (heute Schopenhauerstraße). Außerdem leitete er 1756 den Bau eines eingeschossigen Backhauses, die Commißbäckerei, zur Versorgung der Potsdamer Garnison mit Brot, das in drei großen Backöfen gebacken wurde. Das ebenfalls 1945 zerstörte Gebäude stand am Ende der Burgstraße, zwischen dem Packhof und der Heiligengeistkirche.
Nachdem Bouman 1755 als Oberbaudirektor nach Berlin gegangen war, übernahm Hildebrandt dessen Amt als Kastellan von Sanssouci und leitete gemeinsam mit dem aus Hamburg berufenen Johann Gottfried Büring das Baucomptoir. Mit Beginn des Siebenjährigen Krieges 1756 kamen die vom König in Auftrag gegebenen Bauten nur langsam voran oder wurden ganz eingestellt. Da der Verdienst ausblieb, versuchte ein jeder „so gut unterzukommen, als er konnte, so daß in kurzen fast alle Kondukteurs, Materialienverwalter, […], auch viele Künstler und Handwerker auswanderten, oder außer Activität kamen, und niemand als die drei Baumeister, Büring, Hildebrant und Manger übrig blieben.“ Hildebrandt ging 1760 nach Breslau, um das von österreichischen Truppen zerstörte Stadtschloss wieder aufzubauen. Nach seiner Rückkehr 1763 heiratete er und war am Bau des Neuen Palais beteiligt. Oberhofbaurat Heinrich Ludwig Manger berichtete in seiner 1789 publizierten Baugeschichte von Potsdam, dass die Ehe „misvergnügt“ gewesen sei „und das Umfallen des Wagens von einer Anhöhe auf einer Reise nach Kassel, verursachte, daß er, als ein sonst sehr munterer und zuweilen fast allzu lustiger Mann, in eine Art Schwermuth verfiel, wodurch er seine häuslichen Umstände verabsäumte und in Schulden gerith.“
Wie schon zuvor Büring, floh auch Hildebrandt 1766 heimlich aus Potsdam und ging nach Italien, „um die Bäder zu Pisa zu gebrauchen.“ Als Gründe für seine Flucht werden neben den zerrütteten Familienverhältnissen auch Auseinandersetzungen mit Friedrich II. und vor allem die personellen Veränderungen im Bauamt vermutet. Mit der Ankunft der Bayreuther Künstler und Baumeister, von denen sich besonders Carl von Gontard und sein Schüler Georg Christian Unger einen Namen machten, „setzte eine neue Epoche im Bauwesen Potsdams ein.“ Nach dem Aufenthalt in Italien wagte sich Hildebrandt nicht mehr nach Preußen zurück. Um seinen Lebensunterhalt bestreiten zu können, nahm er in einem Waisenhaus in Graz die Stelle des Zeichenlehrers an.